# SQLX
SQLX o SQL/XML es un estándar ANSI / ISO que brinda soporte para el uso del lenguaje XML en el contexto de una base de datos SQL. Dado que el SQL es el lenguaje estándar para el acceso y gestión de datos almacenados en un Sistema administrador de bases de datos relacionales, es natural que las empresas y usuarios alrededor del mundo deseen tener la habilidad de integrar sus datos XML a sus datos relacionales, a través de las facilidades del lenguaje SQL. 
SQLX hace posible almacenar documentos XML en una base de datos SQL, consultar dichos documentos usando XPath y XQuery, y "publicar" sus datos SQL existentes en la forma de documentos XML.

## Implementaciones
Diferentes proveedores de software han realizado sus implementaciones del estándar SQLX, entre ellos:
- DataDirect Technologies
- IBM Corporation
- Oracle Corporation
- Sybase Inc.